# Андреевка (Скадовский район)
Андреевка (укр. Андріївка) — село в Скадовской городской общине Скадовского района Херсонской области Украины.
Почтовый индекс — 75731. Телефонный код — 5537. Код КОАТУУ — 6524784702.

## Население
Население по переписи 2001 года составляло 326 человек.

### Языковой состав
Родной язык населения по данным переписи 2001 года:
| Язык       | Численность, чел. | Доля     |
| ---------- | ----------------- | -------- |
| Украинский | 297               | 91,11 %  |
| Русский    | 14                | 4,29 %   |
| Армянский  | 9                 | 2,76 %   |
| Молдавский | 6                 | 1,84 %   |
| Итого      | 326               | 100,00 % |

## Местный совет
75731, Херсонская обл., Скадовский р-н, с. Ульяновка, ул. Центральная, 1